# 中山準之助
中山 準之助（なかやま じゅんのすけ、1981年4月13日 - ）NHKの職員でNHK放送文化研究所に所属するアナウンサー研究員。

## 人物
千葉県松戸市出身。立教高等学校を経て、立教大学社会学部を卒業後、2004年（平成16年）4月に入局。

## 嗜好・挿話
- 名前の「準之助」は、父が大正・昭和の名財政家であった井上準之助にちなんで命名したという[2][3]。
- NHK一の俊足アナを自称していて、学生時代は短距離走者として活躍。東京都大会で8回優勝や全国大会出場の戦績を持ち、現在も種目によっては豊島区や東京都などの記録が残っている。2010年度には『おばんですいわて』の番宣でも陸上シーンが使用された。『週刊 ニュース深読み』でも100ｍ走ベスト記録が10秒台であったことや東京都選手団キャプテンを務めた経験が話題に挙がった。陸上競技の男子800ｍ走日本代表にも選ばれた横田真人は学生時代に系列校のコーチをしていた時に指導していた教え子であったり、歌手の光永亮太は「陸上の関東選抜メンバーで合宿所が同部屋だったという先輩後輩の仲」（光永が「フレッシュサウンド北海道」内で証言）であったりなど、陸上が縁となった親交がある。料理研究家のきじまりゅうた、教育学者の清水邦彦は中高大時代の同級生[4]。
- 趣味はドライブで、札幌放送局勤務時代は、北海道の道の駅を全駅制覇。盛岡放送局異動後は、日本一大きな県・岩手の国道県道を全て制覇した。モータースポーツや自動車業界に関する知識も豊富[5]。
- 盛岡放送局時代には岩手・宮城内陸地震や東日本大震災にも遭遇した。震災後の盛岡放送局には、村上由利子他が所属していた[6]。特に東日本大震災発生以降は盛岡局スタジオから連日登場し、安否情報や生活情報を発信。折を見て被災地の取材にも赴くなど、精力的な取材・報道活動を行い、その後も震災関係での信頼が厚い。岩手県民からの支持は絶大で、三陸鉄道特命PR大使でもある。こうした点が高く評価される形となり、3局目にして東京アナウンス室に異動することになった。
- NHK放送センター異動後、まず『おはよう日本』緊急報道リポーターを務め、全国ニュースや『週刊ニュース深読み』、ナレーションにおいては『ダーウィンが来た! 〜生きもの新伝説〜』や『NHKスペシャル』などを担当。『ゆうどきネットワーク』継続特集千葉県から宮城県にかけ北上し被災地の現状に迫るリポートでは、福島県内や関東・東北被災沿岸の市町村を網羅、当時福島第一原子力発電所構内の取材もした唯一のNHKアナウンサーであった。[6]その後、仙台放送局に異動して『てれまさむね』等を担当した。
- 被災地の海に潜ってリポートしたいと潜水士の資格を取得し、NHK潜水班に所属している[7][5][6]。
- 実家は江戸時代から続く老舗呉服屋、千葉県松戸市にある。常磐線を利用していたことから東北との縁を深く感じていたとのこと[7]。
- 身長は171cm。[6]

## 過去の担当番組
札幌放送局時代
- ほくほくテレビ
- NHKニュースおはよう北海道
- フレッシュサウンド北海道

盛岡放送局時代
- おばんですいわて（キャスター、2009年4月 - 2012年3月）
- 震災に負けない お元気ですか日本列島（被災地からの報告として盛岡放送局スタジオから2011年4 - 5月は連日、6月からは週1回ペースで登場） - 2012年3月
- 証言 あの日あの時（語り、取材）
- 証言 あの日あの時SP〜後世に伝えたい3.11の記憶〜（キャスター・2011年12月28日、岩手県内のみ）[注 1]

東京アナウンス室時代
- NHKニュースおはよう日本（リポーター、2012年4月 - 2013年3月）
- ゆうどきネットワーク（被災地を巡る旅リポーター、2013年2月 - 3月）
- ニュース・気象情報（2016年2月27日まで）
- 週刊ニュース深読み 模型等の説明役「プレゼンター」（徳永圭一と隔週で担当）（2013年4月 - 2016年3月12日）※2016年3月12日はインタビュアーとして最後の出演
- しあわせニュース 中継リポーター（不定期・2013年8月17日 - 2015年12月31日）
- カレンの復興カレンダーprologue （ナレーション）
- 再起動〈リブート〉! 怪奇大作戦  プロファイリング大作戦 （ナレーション）
- ムジカ・ピッコリーノ ウィンター☆スペシャル 真冬の夜の夢 身振り手振りで伝えるコーナー 実況（2013年12月30日）
- Nスペ5min. メルトダウン File.4 放射能“大量放出”の真相（ナレーション・2014年3月15日）
- サイエンスZERO （ナレーション・2014年4月13日 - 2015年3月22日）
- ワイルドライフ インドネシア スラウェシ島 百面相 クロザル “顔”で生き抜け（ナレーション・2014年9月29日）
- ザ・プレミアム 鶴田真由 の ミャンマー ふしぎ体感紀行（ナレーション・90分版前後編 ／60分版前後編）
- ザ・プレミアム 鶴田真由 の キューバ ふしぎ体感紀行（ナレーション・90分版前編2015年9月19日 後編9月26日 ／60分版前後編）
- ザ・プレミアム 井川遥 スープ ひとくちの幸せ（ナレーション・90分版 2016年2月23日）
- NHK お笑い 脳 自慢（ナレーション・2015年6月6日 9月19日）
- NEXT 未来のために  密着ヒューマノイド世界大会（ナレーション・2015年10月15日）
- プレマップ NHKスペシャル “ジョーズ”の謎に挑む 〜追跡!巨大ザメ〜（ナレーション・2015年10月11日）※NHKスペシャル のホームページ限定で、プレマップとは別の録音のナレーション動画が現在も配信されている
- ザ・プレミアム 驚き！日本の底力 おそうじ大国物語（ナレーション・2015年12月12日）
- NHKスペシャル 戦後70年 ニッポンの肖像（ナレーション）
- NHKスペシャル 激動の世界 巻頭言 2016年大予測（ナレーション・2016年1月1日）
- ダーウィンが来た! 〜生きもの新伝説〜（ナレーション・2015年4月26日 - 2016年3月6日・第408回 大都会に アユ の楽園!? 多摩川 から、第450回 砂漠に生きる!幻のオオカミまで）
  - （2016年5月29日・第461回  歌って踊る!  “世界一美しい”クモ）
  - ※第408回と2016年1月10日の第442回はエチオピア海外取材も任されリポーターとしても出演

※ナレーション担当は月に2回ほどだった。
- 数パターンの Eテレ クラッチ（ID）の「Eテレ」コールを担当（2015年7月 - ）

仙台放送局時代
- てれまさむね（キャスター、2016年4月4日 - 2018年3月30日）
- 震災ラジオ特集 3.11若者たちは、いま（キャスター、2017年3月11日）放送文化基金賞優秀賞受賞
- 震災ラジオ特集 3.11被災地の海は、いま（潜水リポート、2018年3月11日)
- 羽生結弦2連覇おめでとう凱旋パレード生中継（リポーター、2018年4月22日）

## 同期のアナウンサー
- 荒木美和
- 井上あさひ
- 岩野吉樹
- 大嶋貴志
- 笠井大輔
- 梶原典明
- 杉嶋亮作
- 鈴木奈穂子
- 関根太朗
- 高橋篤史
- 瀧川剛史
- 田中寛人
- 丹沢研二
- 西村勇気（退職）
- 芳賀健太郎
- 原大策
- 廣瀬智美
- 松村正代（退職）
- 宮崎大地
- 守本奈実
- 山田朋生
- 横山哲也
- 芳川隆一